# Комсомольський (Чукотка)
Комсомо́льський — колишнє селище міського типу в Чаунському районі Чукотського автономного округу. У 2002 році смт було закрите. Не зважаючи на це, там працюють два золотовидобувних підприємства: «Чукотка» і «Квазар». Після розпаду СРСР на Чукотці почалася розруха, тому останні дані про селище відомі станом на 1991 рік. При вказівці пізніших даних, наприклад, у розділі "Історія", будуть вказуватися відповідні дати.

## Історія
Комсомольський був заснований приблизно у 1957 році, першими мешканцями селища були ув'язнені, які відбували покарання, або заслані без права виїзду, а також молоді люди, які були направлені по "Комсомольскій путівці" освоювати чукотські простори.

## Економіка
Гірничо-збагачувальний комбінат (ГЗК), артіль "Чукотка", артіль "Комсомольська", пекарня. Магазини: продовольчий, овочевий, господарський, промтовари. У кілометрі від селища розташована сільськогосподарська база, де вирощується велика рогата худоба і виробляється молоко.

## Соціальні об'єкти
Дві загальноосвітні школи, музична школа, спорткомплекс, два дитячих садка, клуб з кінотеатром, поліклініка, лікарня, готель, лазня, їдальня, будинок побуту, пральня, перукарня, пошта і телеграф.

## Розташування та структура селища
Селище можна умовно розділити на дві частини, між якими протікає річка Каатирь. Одна частина розташована у підніжжя сопки і зветься у народі "Зарічка", інша "Верх" на пагорбі. На "Заречці" крім підприємств знаходиться безліч приватних одноповерхових будинків. У верхній частині селища, крім підприємств, також є безліч житлових будівель, але в основному це муніципальне житло у вигляді двоповерхових квартирних будинків. Є одна 5-поверхівка.